# 江尖公园
31°35′06″N 120°17′16″E / 31.58509°N 120.28767°E
江尖公园，又称江尖渚，又名美蓉尖、蓉湖尖，简称湖尖，位于中华人民共和国江苏省无锡市梁溪区，是分开古京杭运河环城水道的一座楔形小岛公园。

## 沿革
江尖渚原为无锡的一个重要码头，当地有农历七月三十九日地藏菩萨诞夜上点塔灯的风俗，俗称烧九思香；又说亦祀张士诚。后因当地地势低洼，汛期到来时，经常淹没民宅。于是无锡市人民政府开始对当地进行拆迁，除1922年的纸业工会旧址（无锡市文物保护单位）作有效保护外，其他均拆除并填土修建公园。2002年12月25日，江尖公园工程开始，2003年10月30日竣工。此外在北侧修建引桥。

## 图库

无锡江尖公园
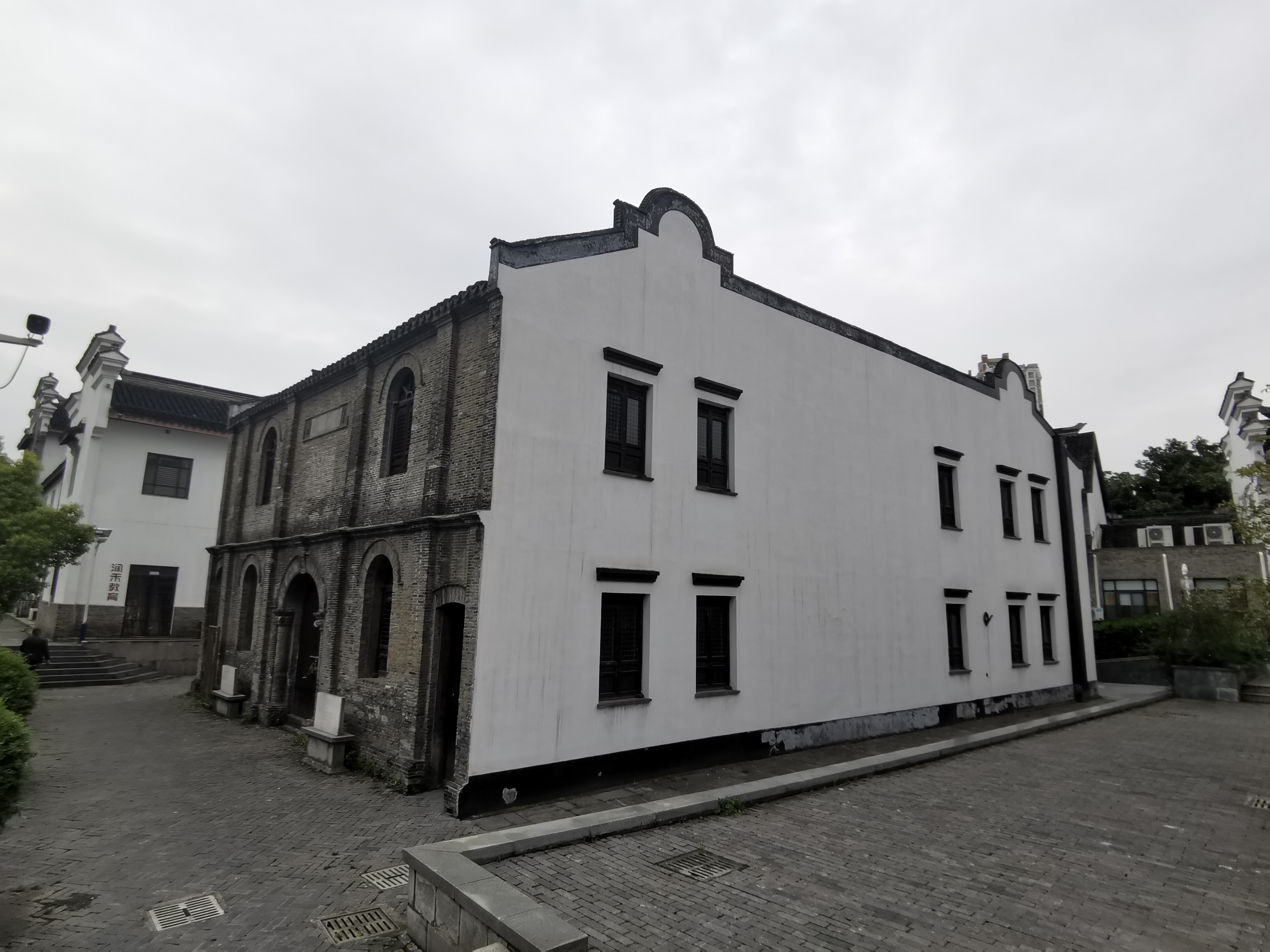
无锡纸业公会旧址
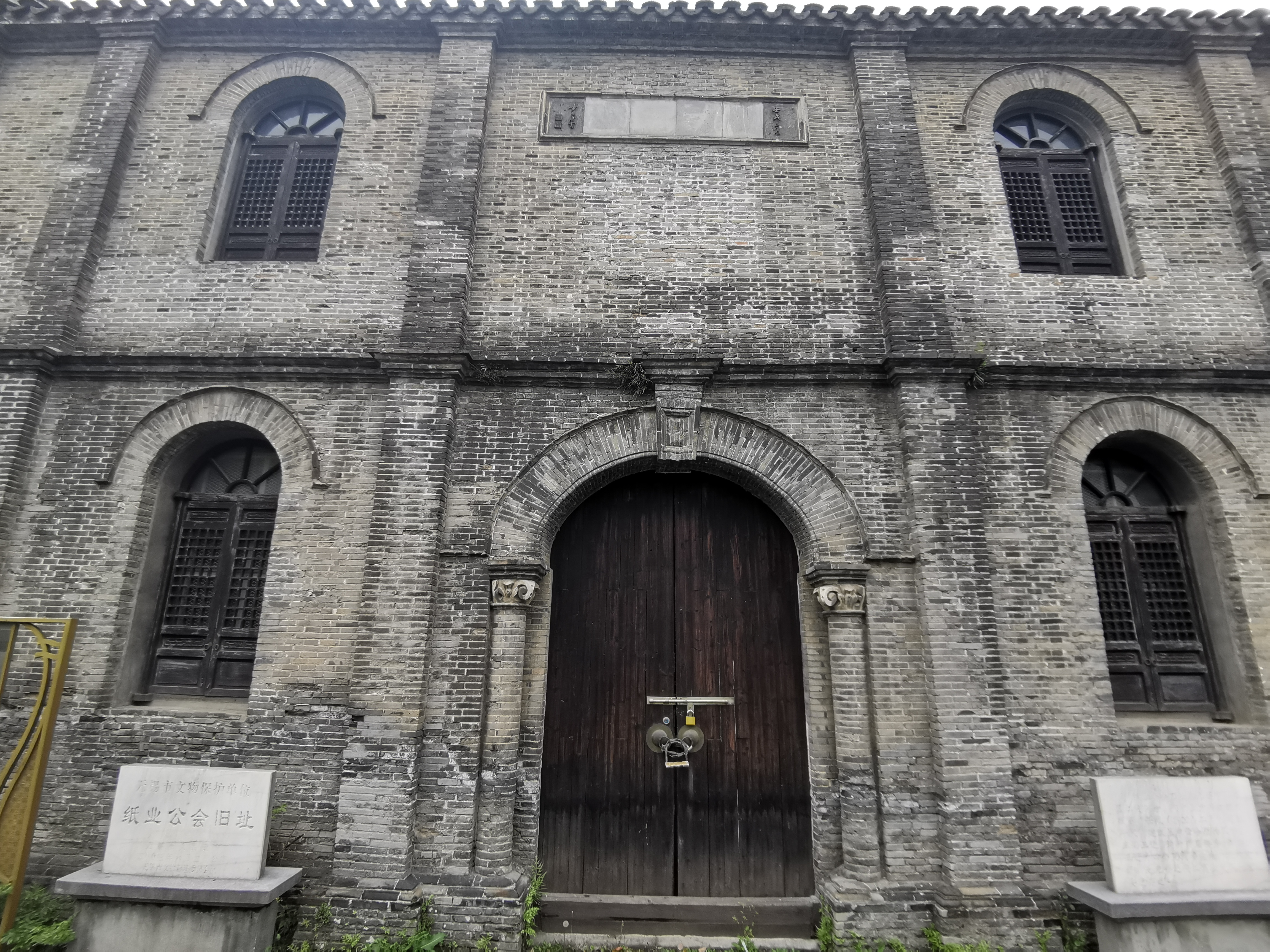
江尖公园 无锡纸业公会旧址
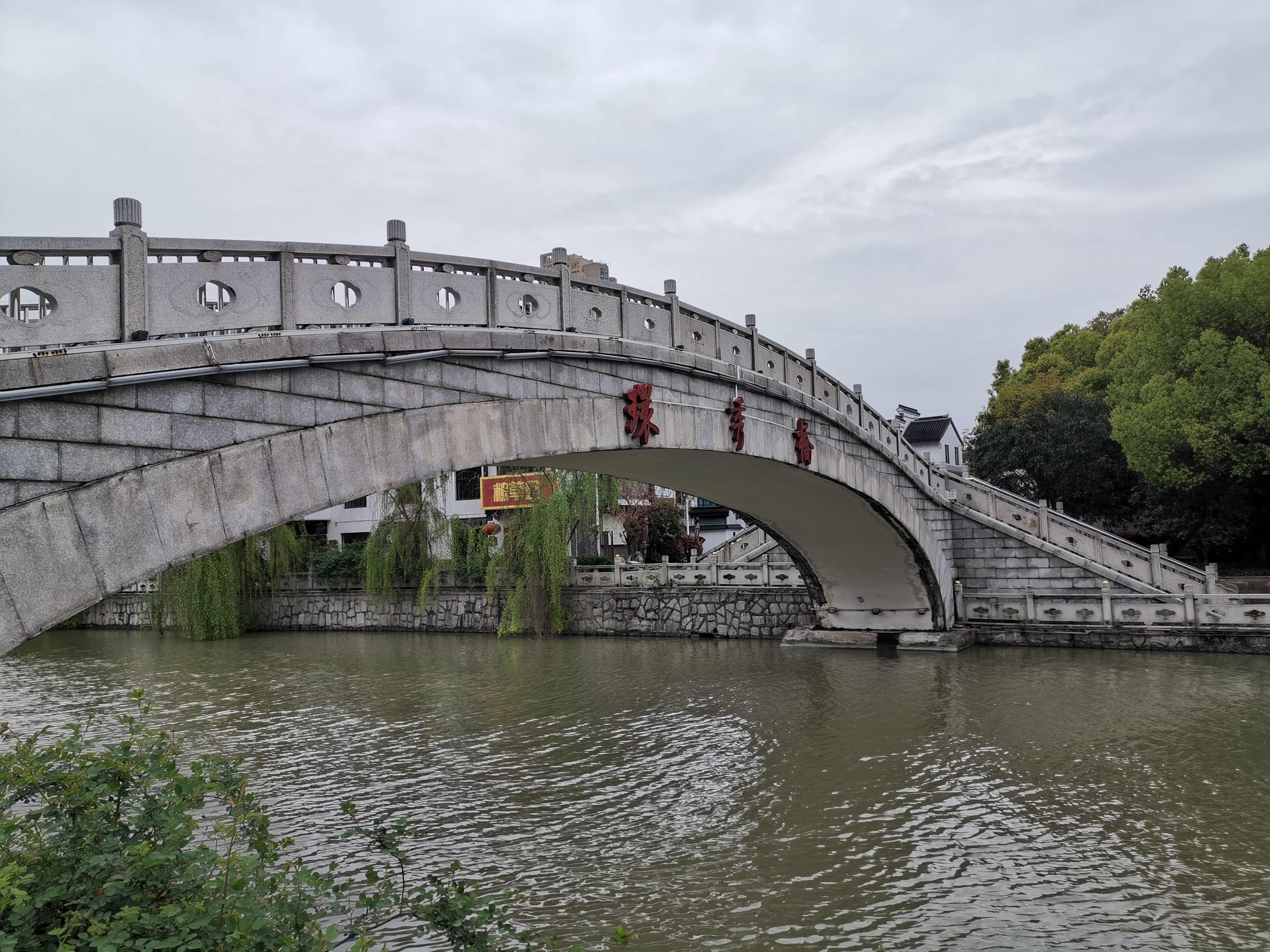
环秀桥为江尖公园北引桥

## 相关
- 江尖大桥